# 懷科夫冰川
84°11′S 164°40′E / 84.183°S 164.667°E
懷科夫冰川是南極洲的冰川，位於沙克爾頓海岸，全長11公里，流經亞歷山德拉皇后山脈的格林德利高原，處於蘭平峰以北，以美國研究隊的氣象學家命名。